# Henri Camara
Henri Camara (Dakar, Senegal, 10 de mayo de 1977) es un exfutbolista senegalés, de origen guineano. Jugaba de delantero y su último equipo fue el Fostiras de la Tercera división de Grecia.

## Selección nacional
Ha sido Internacional con la Selección de Senegal jugando 99 partidos y ha anotado 29 goles. Cumplió su sueño de jugar un Mundial de Fútbol, cuando en 2002 su selección en su primera participación llegó a cuartos de final, resultado histórico para su nación, gracias a un gran fútbol de ataque y buen juego. Camara fue el héroe en la victoria sobre Suecia en octavos de final por 2 a 1, anotando los dos goles de Senegal, el primero le dio el empate en el tiempo reglamentario y el segundo fue gol de oro.

### Participaciones en Copas del Mundo
| Mundial                        | Sede                  | Resultado        | Partidos | Goles |
| ------------------------------ | --------------------- | ---------------- | -------- | ----- |
| Copa Mundial de Fútbol de 2002 | Corea del Sur y Japón | Cuartos de final | 4        | 2     |

#### Goles en laCopa Mundial de Fútbol
| # | Fecha               | Lugar                                     | Oponente | Marcador | Resultado | Competición       |
| - | ------------------- | ----------------------------------------- | -------- | -------- | --------- | ----------------- |
| 1 | 16 de junio de 2002 | Estadio del Gran Ojo de Oita, Ōita, Japón | Suecia   | 1–1      | 2–1       | Copa Mundial 2002 |
| 2 | 16 de junio de 2002 | Estadio del Gran Ojo de Oita, Ōita, Japón | Suecia   | 2–1      | 2–1       | Copa Mundial 2002 |

## Clubes
| Club                    | País       | Año         |
| ----------------------- | ---------- | ----------- |
| Neuchâtel Xamax         | Suiza      | 1999 - 2000 |
| Grasshopper             | Suiza      | 2000 - 2001 |
| Sedan                   | Francia    | 2001 - 2003 |
| Wolverhampton Wanderers | Inglaterra | 2003 - 2004 |
| Celtic                  | Escocia    | 2004 - 2005 |
| Southampton             | Inglaterra | 2005        |
| Wigan Athletic          | Inglaterra | 2005 - 2007 |
| West Ham United         | Inglaterra | 2007 - 2008 |
| Wigan Athletic          | Inglaterra | 2008-2009   |
| Stoke City              | Inglaterra | 2009        |
| Sheffield United        | Inglaterra | 2009 - 2010 |
| Atromitos               | Grecia     | 2010 - 2011 |
| Panetolikos             | Grecia     | 2011 - 2014 |
| Kalloni                 | Grecia     | 2015        |
| Lamia                   | Grecia     | 2015        |
| Panetolikos             | Grecia     | 2015 - 2016 |
| Apollon Smyrnis         | Grecia     | 2016        |
| Ionikós                 | Grecia     | 2016 - 2017 |
| Fostiras                | Grecia     | 2017 - 2018 |